# ウェインズボロの戦い (バージニア州)
ウェインズボロの戦い（ウェインズボロのたたかい、英: Battle of Waynesboro）は、南北戦争も最終盤となった1865年3月2日に、バージニア州オーガスタ郡のウェインズボロで起きた戦闘である。南軍のジュバル・アーリー中将の部隊が破壊され、アーリーとしては最後の戦闘になった。

## 背景

ウェインズボロの戦い
南軍
北軍

1865年2月27日、北軍のフィリップ・シェリダン少将は、騎兵2個師団を率いてバージニア州ウィンチェスターからシェナンドー・バレーを遡り、スタントンに進んだ。その騎兵部隊を率いて南に下り、カロライナ方面作戦を実行中のウィリアム・シャーマン少将の軍隊に合流するという命令を受けていた。2月28日、シェナンドー川北支流を渡った後、ジョージ・アームストロング・カスター准将の率いる師団がマウントクロウフォードの村近くでミドル川を守るトマス・ロッサー指揮下の騎兵隊約300名と遭遇した。ロッサーは北軍の進行を遅らせることを期待して、長い屋根付橋に火を点けた。カスターは配下の連隊の内の2個連隊に泳いで川を渡り、ロッサー隊の側面を襲うよう命じ、一方、別の連隊には橋を襲うよう命じた。カスターはロッサーのちっぽけな部隊を駆逐することに成功し、橋に点けられた火を消し、スタントンに乗り入れた。そこでは翌日3月1日にシェリダンと本体と合流した。シェリダンは後方の脅威となっているアーリーの小さな部隊を排除することを望み、シャーマン軍のいる所に進む代わりに東に転じた。
3月2日、カスター隊はウェインズボロのアーリー隊の方向に進発した。このとき「ウェインズボロに進み、敵の陣地、動き、勢力に関してはっきりした数字を突き止め、可能ならばそこのサウス川に架かる鉄道橋を破壊すること」という命令を受けていた。数日間降り続けていた激しい雨と霙のために、道路はぬかるんでおり、行軍速度を大きく遅らせていた。ウェインズボロまでちょうど6マイル (9.6 km) のフィッシャービルで、カスターは南軍の哨戒部隊を追い払い、その行軍を続けた。ウェインズボロ郊外に到着したとき、カスター隊とアーリー隊はどちらも「土盛り工作物の手ごわい前線」の背後に入った。

## 対戦した戦力

### 北軍

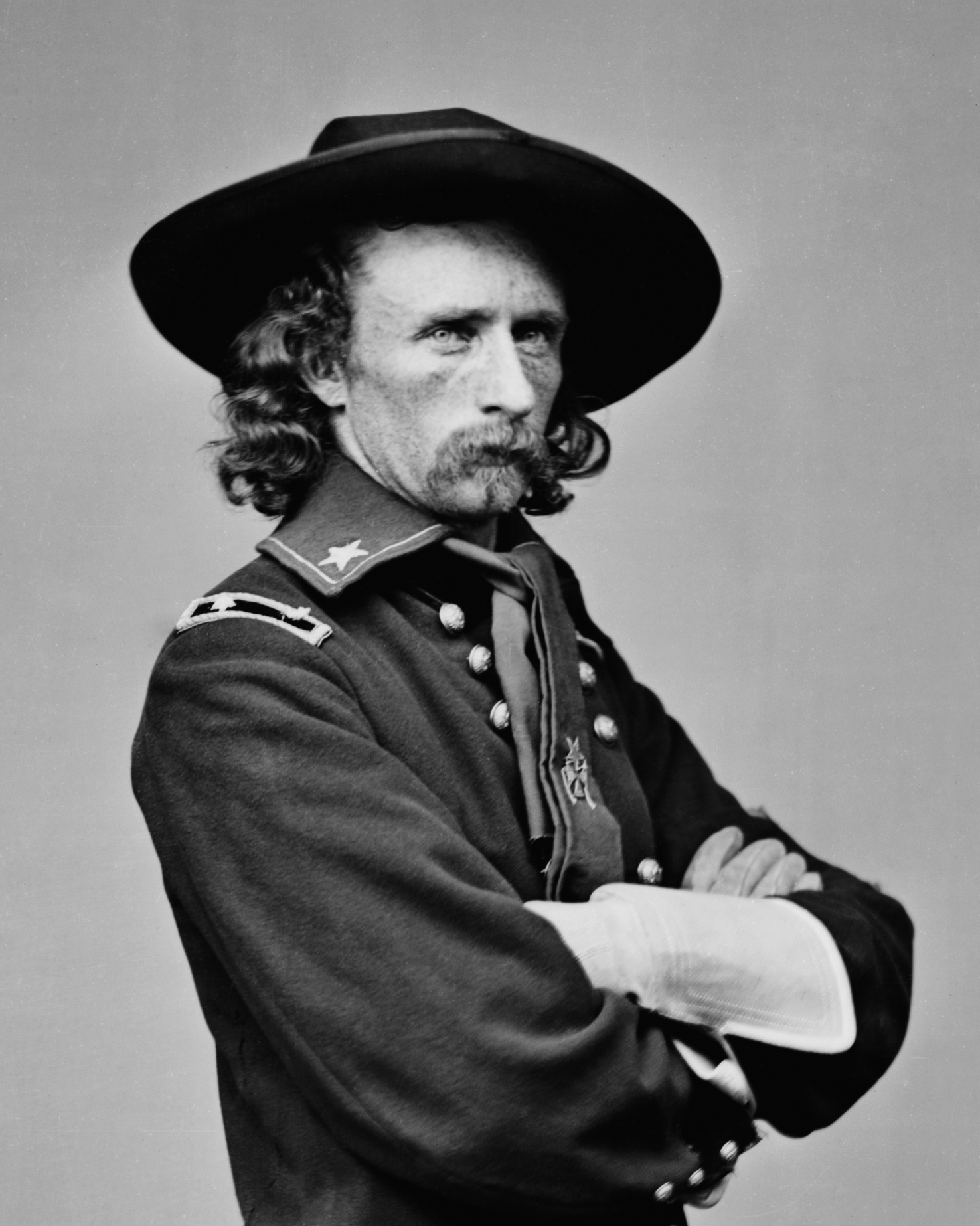
>ジョージ・アームストロング・カスター准将

シェナンドー・バレーではフィリップ・シェリダン少将が北軍の総司令官だったが、この戦闘が終わるまで戦場に到着できなかった。第3騎兵師団を率いたジョージ・アームストロング・カスター准将が、この戦場では北軍の実質的な指揮官だった。その配下に、アレクサンダー・カミングス・マホーター・ペニントン・ジュニア大佐（第1旅団）、ウィリアム・ウェルズ大佐（第2旅団）、ヘンリー・ケイプハート大佐（第3旅団）が付き、ウッドラフ大佐の指揮下にアメリカ第2騎馬砲兵隊の少なくとも一部が付いていた。カスターの保持していた勢力は2,500名だったと推計できる。

### 南軍

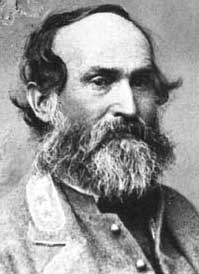
ジュバル・アーリー中将

ジュバル・アーリー中将は南軍バレー軍の残存部隊を率いていた。この時点までに、歩兵の1個師団、砲兵の3個大隊、および騎兵の小さな部隊にまで減少していた。騎兵の残りはバレーの向こうに派遣されていた。歩兵師団はガブリエル・C・ワートン准将が率いていた。この師団は歩兵の小さな2個旅団で構成され、オーガスタス・フォースバーグ大佐とトマス・スミス大佐が率いていた。フォースバーグの旅団はバージニア歩兵第50連隊と同第51連隊およびバージニア狙撃兵第30大隊で構成され、一方スミスの旅団はバージニア歩兵第36連隊と同第60連隊およびバージニア歩兵第45大隊で構成されていた。ウィリアム・H・ハーマン大佐指揮下の独立した歩兵部隊は、バージニア民兵の予備役兵で構成されていた。ウィリアム・ネルソン大佐が南軍砲兵隊を指揮し、トマス・J・カークパトリック大尉のアマースト砲兵隊、ジョン・ミレッジ大尉のジョージア正規兵大隊、チャールズ・G・スニード大尉のフルバナ大隊で構成されていた。トマス・ロッサーとランスフォード・ローマックスの騎兵隊がバレーの別の地域に派遣されており、この戦闘のときに、アーリーには「実質的に1個中隊に過ぎない」騎兵が残されているだけだった。
南軍の勢力について推計されている数字は資料によってかなりの開きがある。アーリーは後に「マスケット銃1,000挺に満たなかった」のであり、戦闘のときは「大砲6門だった」と主張していた。北軍が捕まえたという捕虜の数は1,500人から1,800人まで様々であり、アーリーの主張した全軍の数よりも多かった。大砲は11門ないし14門だった。歴史家達はアーリーの実質的な勢力を1,000人から1,200人、大砲は6門ないし14門ということで落ち着いている。

## 戦闘
アーリーはウェインズボロのすぐ西にある低い尾根の上に部隊を置いた。土盛り工作物でその前面全体を隠していた。最右翼にはカークパトリックのアマースト砲兵隊の大砲3門を据えた。中央右には歩兵旅団の1つを置いた。中央には小さな騎兵隊と、もう1つの歩兵隊（おそらくハーマンの民兵隊）を配置した。その左にはミレッジのジョージア正規兵大隊とスニードのフルバナ砲兵隊を置いた。さらにその左に、もう1つの歩兵旅団が置かれた。しかし、左側面は開いたままであり、その方向では深い森が北軍の進行を妨げると考えていたが、これは正しくなかった。この誤りに加えて、南軍の配置はサウス川を渡って退却するとすれば、2つの道しかなかった。すなわち鉄道橋と小さな歩道橋が雨で膨れた川をわたす2つの渡河点だった。アーリーは後に、夜になれば闇に紛れて敵の目を盗むことができるので、退却する考えだったと主張していた。さらに、多くの物資や大砲も安全な所に動かす必要があった。
午後2時ごろ、カスター隊が町の郊外に到着してから間もなく、砲撃戦が始まった。カスターはウィリアム・ウェルズ大佐の第2旅団を前面に押し出して敵の陣形を探らせ、かなり強力であることが直ぐに分かった。しかしその後直ぐに、南軍の左側面とサウス川の間に隙間があることを発見した。カスターは側面攻撃を行えば、正面から攻撃した場合に比べて大きな損失を出さなくて済むと考え、アレクサンダー・カミングス・マホーター・ペニントン・ジュニア大佐に、第1旅団から3個連隊（コネチカット第1騎兵隊、オハイオ第2騎兵隊、ニュージャージー第3騎兵隊）を連れて、南軍の側面を襲うよう命じた。その参謀からエドワード・W・ウィテカー中佐を送って、側面回り込みを指揮させるようにした後、ウェルズには南軍の中央に陽動の探りを始めさせることで、ペニントン隊の動きから敵の注意をそらすようにした。ヘンリー・ケイプハート大佐の第3旅団は予備隊に置かれ、ペニントンが側面回り込みに連れて行かなかった2個大隊も予備隊とされた。
午後3時半、攻撃開始の合図が出された。カスターの騎馬砲兵隊の一部が攻撃に加わり、南軍の注意を惹きつけた。その数分後、ペニントンの側面攻撃隊からオハイオ第2騎兵隊が下馬し、スペンサー・カービン銃で武装し、森の中から走り出て、驚かされた南軍左側面を圧倒した。南軍がこの新たな脅威に対応するために隊形を整えようとしているときに、ウェルズとケイプハート大佐の旅団が南軍の中央に殺到した。僅かな時間の間に（ある歴史家は南軍が1回のみ一斉射撃を行ったと言っている）、アーリー隊は恐慌に陥ってしまった。
アーリーの（元はストーンウォール・ジャクソンの）地形技師だったジェデディア・ホッチキスはこの潰走のことを、「私が見たことのある中でも最大級の恐慌と暴走」だったと言っていた。南軍に残されていた逃走ルート、すなわち鉄道橋と歩道橋は直ぐに逃げる兵士と軍需品で詰まってしまった。川を渡って逃げようとしていた南軍兵士数百人が捕まった。
南軍のウィリアム・ハーマン大佐が戦死した。5人の北軍兵に囲まれた後、降伏要求を拒否して殺された。アーリーの参謀であるハンガー・マグワイア博士は、馬にレール・フェンスを飛び越えさせようとして馬を降りた時に捕まった。ある北軍兵はマグワイアがフリーメイソンの苦悩の印を出したときに銃で撃つ用意が出来ていたが、それを北軍士官がマグワイアのために止め、危害を加えないように命じ、捕虜にした。
アーリー自身はその参謀約15人と共に、ロックフィッシュ・ギャップを通って逃亡した。その全軍は捕まえられるか、田園の中に散開してしまい、その後は実質的に戦える部隊を形成することができなかった。

## 戦いの後
カスター隊は10マイル以上も潰走した南軍を追撃したが、暗闇が訪れてその追跡が終わった。北軍の士官は1,000名ないし1,800名の兵士、11門ないし14門の大砲、150両ないし200両の荷車、16本の軍旗（北軍の軍旗を取り戻したものも含む）を捕獲したと主張することになった。アーリーはその主張を詰っていたが、証拠（ウェインズボロで捕獲した軍旗を引き合いに出した名誉勲章15個の授与理由を含む）によって北軍側の主張が真実に大変近いことを示唆している。正確な数字はどうあれ、あらゆる資料では、アーリー軍がその大砲、荷車、救急車の全てを失い、その歩兵隊が粉々になったので、戦争の残り期間も実質的に戦える戦力を形成できなかったことでは、見解が一致している。カスターは自軍の損失を、戦死負傷者合わせて9名と報告した。
シェリダン軍はブルーリッジ山脈を越えてシャーロッツビルに至り、その南部を襲撃し、ゴックランド・コートハウスに近いジェームズ川運河の閘門を破壊した。3月26日にはピーターズバーグ近くでポトマック軍と合流し、アポマトックス方面作戦に繋げた。戦争の残り期間で、アーリーが新たな戦闘任務に就くことは無かった。
ニューヨーク第22騎兵隊のクリストファー・C・バートン大尉は、この戦闘でアーリーの作戦本部旗を捕獲したことで、後に議会名誉勲章を贈られた。
ニューヨーク第8騎兵隊G中隊のアンドリュー・クーダー少尉も、特別の英雄的行為と軍旗の捕獲により議会名誉勲章を贈られた。